# Záhrobí
Záhrobí je vesnice, část města Bělčice v okrese Strakonice v Jihočeském kraji. Leží západně od Bělčic. Západní částí katastrálního území protéká Závišínský potok, jehož tok je zde chráněn ve stejnojmenné přírodní památce.

## Název
Název obce poukazuje na staroslovanské pohřebiště.

## Historie
První písemná zmínka o vesnici pochází z roku 1555. Na návsi stojí kaple Blahoslavené Panny Marie, která byla postavena v roce 1888.

## Obyvatelstvo
| Rok            | 1869 | 1880 | 1890 | 1900 | 1910 | 1921 | 1930 | 1950 | 1961 | 1970 | 1980 | 1991 | 2001 | 2011 | 2021 |
| -------------- | ---- | ---- | ---- | ---- | ---- | ---- | ---- | ---- | ---- | ---- | ---- | ---- | ---- | ---- | ---- |
| Počet obyvatel | 211  | 225  | 198  | 181  | 186  | 192  | 163  | 128  | 127  | 107  | 90   | 54   | 55   | 65   | 65   |
| Počet domů     | 29   | 36   | 36   | 36   | 36   | 36   | 36   | 36   | 30   | 27   | 24   | 33   | 34   | 35   | 35   |

## Obecní správa
Při sčítání lidu v letech 1850–1878 Záhrobí bylo osadou obce Leletice v okrese Blatná. V letech 1879–1973 bylo samostatnou obcí, se kterým patřilo nejprve do okresu Blatná, ale od roku 1960 v okrese Strakonice. Od 1. ledna 1974 je částí města Bělčice v okrese Strakonice.